# IC 3539
IC 3539 је појединачна звијезда у сазвјежђу Береникина коса која се налази на листи објеката дубоког неба у Индекс каталогу.
Деклинација објекта је + 23° 58' 59" а ректасцензија 12h 35m 20,1s.